# Platte (rivier)
De Platte (Engels: Platte River) is een 499 kilometer lange rivier in het westen van de Verenigde Staten. De rivier ontstaat bij de stad North Platte in Nebraska, door de samenkomst van de North Platte met de South Platte, en mondt acht kilometer ten noorden van Plattsmouth uit in de Missouri.

## Naam
De Indianen noemden de rivier Nebraska, wat nu de naam van de staat is. Die naam betekent vlak water. De Fransen vertaalden dat in rivière plate.
- Gemeinsame Normdatei: 4356231-0
- Library of Congress Control Number: sh85103332
- Nationale Bibliotheek van Israël: 987007555838505171
- Virtual International Authority File: 246261750